# Кавказ (Киевская область)
Кавказ (укр. Кавказ) — село, входит в Переяслав-Хмельницкий район Киевской области Украины.
Население по переписи 2001 года составляло 403 человека. Занимает площадь 0,42 км².

## Местный совет
08436, Київська обл., Переяслав-Хмельницький р-н, с. Стовп’яги, вул. Дружби,24 (укр.)

## История
В 1911 году на хуторе Кавказ проживало 17 человек (7 мужского и 10 женского пола)